# Således også på jorden
Således også på jorden er en svensk dramafilm fra 2015 instrueret af Kay Pollak. Filmen er en efterfølger til Pollaks film Som i himlen fra 2004. I hovedrollerne ses blandt andre Frida Hallgren, Niklas Falk og Lennart Jähkel.

## Handling
En gruppe mennesker bor i den lille landsby Ljusåker i den nordlige del af Sverige. Da korlederen, den verdenskendte dirigent Daniel Dareus, dør, efterlader han sit kor og sit livs kærlighed, den smukke sopran Lena, som også venter deres barn.

## Medvirkende
- Frida Hallgren som Lena
- Jakob Oftebro som Axel
- Niklas Falk som Stig
- Lennart Jähkel som Arne
- André Sjöberg som Tore
- Ylva Lööf som Siv
- Lasse Pettersson som Erik
- Mikael Rahm som Holmfrid
- Maria Sid som Helena
- Björn Bengtsson som Jonas
- Eric Ericson som Verner
- Thomas Hanzon som Bruno